# Trombocit-aktivirajući faktor acetiltransferaza
Trombocit-aktivirajući faktor acetiltransferaza (EC 2.3.1.149, PAF acetiltransferaza) je enzim sa sistematskim imenom 1-alkil-2-acil-sn-glicero-3-fosfoholin:1-organil-2-lizo--glicero-3-fosfolipid acetiltransferaza. Ovaj enzim katalizuje sledeću hemijsku reakciju
1-alkil-2-acetil--glicero-3-fosfoholin + 1-organil-2-lizo--glicero-3-fosfolipid {\displaystyle \rightleftharpoons } 1-organil-2-lizo--glicero-3-fosfoholin + 1-alkil-2-acetil--glicero-3-fosfolipid
Ovaj enzim katalizuje transfer acetil grupa sa 1-alkil-2-acetil--glicero-3-fosfoholin (tromobict-altivacionog faktora) na sn-2 poziciju lizo-glicerofosfolipide koji sadrže etanolamin, holin, serin, inozitol ili fosfatne grupe u sn-3 poziciji, kao i na sfingozin i dugolančane masna alkohole.

## Literatura
- Nicholas C. Price; Lewis Stevens (1999). Fundamentals of Enzymology: The Cell and Molecular Biology of Catalytic Proteins (Third изд.). USA: Oxford University Press. ISBN 019850229X.
- Eric J. Toone (2006). Advances in Enzymology and Related Areas of Molecular Biology, Protein Evolution (Volume 75 изд.). Wiley-Interscience. ISBN 0471205036.
- Branden C; Tooze J. Introduction to Protein Structure. New York, NY: Garland Publishing. ISBN 0-8153-2305-0.
- Irwin H. Segel. Enzyme Kinetics: Behavior and Analysis of Rapid Equilibrium and Steady-State Enzyme Systems (Book 44 изд.). Wiley Classics Library. ISBN 0471303097.

## Spoljašnje veze
- Platelet-activating+factor+acetyltransferase на 